# فقاعة (جلد)

فقاعة وحويصلة.

في طب الجلد، الفقاعة (بالإنجليزية: Bulla)‏ هي تبثر كبير مستدير أو غير منتظم. تحتوي الفقاعة على سائل مصلي أو قيحي. قطرها أكبر من 5 أو 10ملم اعتمادا على تعريف الحويصلة.

## تثبرات جلدية شبيهة
- حويصلة
- بثرة
- حطاطة
- لويحة
- وذمة
- انتبار